# Sleazy (canção)
"Sleazy" é uma canção da artista musical estadunidense Kesha, contida em seu primeiro extended play (EP) Cannibal (2010). Foi composta e produzida por  Bangladesh, Dr. Luke e Benny Blanco, com auxílio na escrita pela própria cantora juntamente com Klas Åhlund. Enquanto trabalhava no disco, a artista contou com a ajuda de Bangladesh para poder explorar uma nova sonoridade em sua música. Kesha canta rap durante a faixa e seus vocais são reforçados com a utilização do Auto-Tune. Liricamente, trata sobre homens ricos que flertam com Kesha a fim de ganhar sua atenção.
A canção foi mais tarde relançada com a participação do rapper André 3000. A colaboração surgiu após Kesha enviar-lhe uma cópia da faixa na esperança de que ele gostasse; em seguida, eles conversaram por telefone e André concordou em fazer uma aparição na música. Em seus versos, André canta sobre uma criança lidando com seu pai caloteiro e também sobre sua amizade com Kesha. "Sleazy" recebeu revisões geralmente positivas da mídia especializada, com alguns críticos observando ser um forte número de festas. Também foram notadas semelhanças com trabalhos de Jennifer Lopez, Gwen Stefani e Lil Wayne. Obteve um desempenho moderado, conseguindo classificar-se nas tabelas do Canadá, da Coreia do Sul e dos Estados Unidos.

## Antecedentes
"Sleazy" foi composta por Kesha juntamente com Klas Åhlund, Bangladesh, Dr. Luke e Benny Blanco para o primeiro extended play (EP) da cantora, Cannibal (2010). A produção ficou a cargo de Bangladesh, Luke e Blanco, enquanto que a engenharia foi feita por Emily Wright, Sam Holland, Chris "TEK" O'Ryan e Chris Holmes. Em 29 de outubro de 2010, faixa foi disponibilizada promocionalmente na iTunes Store como parte da contagem regressiva para o lançamento do álbum. Também foi lançada como lado B do single "We R Who We R" no Reino Unido. Enquanto trabalhava no disco, a artista contou com a ajuda do produtor Bangladesh. Ele explicou que ela o escolheu, pois queria acrescentar uma sonoridade mais urbana em sua música: "Ela disse que queria ser uma gângster."

## Crítica profissional
Jocelyn Vena da MTV News conheceu a música com uma crítica positiva. Vena escreveu que a canção era "três minutos e 25 segundos de glória, graças a batida da música".Nadine Cheung da AOL Radio falou que sentiu que a música seguiu padrão semelhante ao de "We R Who We R".

## Remix
André 3000 criou um remix oficial da música, lançado digitalmente em 18 de janeiro de 2011. Kesha explicou ao Rap-Up como ela chegou-lhe para gravar um verso da canção. "Mandei-lhe uma pista e estava plenamente consciente de que ele só gostou de algumas músicas nos últimos cinco anos. Mas ele acabou gostando. Nos falamos no telefone e ele disse:" Com um fluxo como esse, você poderia definitivamente ter uma carreira como rapper. " Foi o maior elogio que eu já tive. Ele estava vindo de um deus! " Ela ainda esclareceu que André 3000 foi "um dos meus músicos favoritos, letristas, rappers, de todos os tempos."

## Faixas e formatos
| Download digital |          |         |  |
| N.º              | Título   | Duração |  |
| 1.               | "Sleazy" | 3:25    |  |

| Extended play (EP) digital de "We R Who We R" (Reino Unido) |                            |         |  |
| N.º                                                         | Título                     | Duração |  |
| 1.                                                          | "We R Who We R"            | 3:24    |  |
| 2.                                                          | "Sleazy"                   | 3:25    |  |
| 3.                                                          | "Animal" (Dave Audé Remix) | 4:37    |  |
| 4.                                                          | "Animal" (Billboard Remix) | 4:15    |  |

| Download digital de The Remix |                                     |         |  |
| N.º                           | Título                              | Duração |  |
| 1.                            | "The Sleazy Remix" (com André 3000) | 3:48    |  |

| Download digital de Remix 2.0: Get Sleazier |                                                                                  |         |  |
| N.º                                         | Título                                                                           | Duração |  |
| 1.                                          | "Sleazy Remix 2.0: Get Sleazier" (com Lil Wayne, Wiz Khalifa, T.I. & André 3000) | 4:53    |  |

## Créditos
Lista-se abaixo os profissionais envolvidos na elaboração de "Sleazy", de acordo com o encarte do álbum Cannibal:
| - Kesha: vocal principal, composição e vocais de apoio - Klas Åhlund: composição - Bangladesh: composição, produção, instrumentos e programação - Dr. Luke: composição, produção, instrumentos, programação e vocais de apoio - Benny Blanco: composição, produção, instrumentos, programação e vocais de apoio - Rani Hancock: vocais de apoio - Sam Holland: vocais de apoio, engenharia | - Emily Wright: vocais de apoio, engenharia - Chris "TEK": O'Ryan: engenharia - Chris Holmes: engenharia - Aniela Gottwald: assistente de engenharia - Jeremy Levin: assistente de engenharia - Irene Richter: coordenação de produção - Megan Dennis: coordenação de produção |

## Desempenho nas Paradas
| Tabelas musicais (2010)            | Melhor posição |
| ---------------------------------- | -------------- |
| Canadá (Canadian Hot 100)          | 46             |
| Coreia do Sul (Gaon Music Chart)   | 164            |
| Estados Unidos (Billboard Hot 100) | 51             |

| Tabelas musicais (2011)            | Melhor posição |
| ---------------------------------- | -------------- |
| Canadá (Canadian Hot 100)          | 74             |
| Coreia do Sul (Gaon Music Chart)   | 14             |
| Estados Unidos (Billboard Hot 100) | 37             |

## Histórico de lançamento
| País           | Data                  | Formato                                     | Gravadora |
| -------------- | --------------------- | ------------------------------------------- | --------- |
| Austrália      | 29 de outubro de 2010 | Download digital                            | RCA       |
| Estados Unidos | 29 de outubro de 2010 | Download digital                            | RCA       |
| Austrália      | 17 de janeiro de 2011 | Download digital de The Remix               | RCA       |
| Áustria        | 17 de janeiro de 2011 | Download digital de The Remix               | RCA       |
| Bélgica        | 17 de janeiro de 2011 | Download digital de The Remix               | RCA       |
| Brasil         | 17 de janeiro de 2011 | Download digital de The Remix               | RCA       |
| Canadá         | 17 de janeiro de 2011 | Download digital de The Remix               | RCA       |
| Dinamarca      | 17 de janeiro de 2011 | Download digital de The Remix               | RCA       |
| Espanha        | 17 de janeiro de 2011 | Download digital de The Remix               | RCA       |
| Estados Unidos | 17 de janeiro de 2011 | Download digital de The Remix               | RCA       |
| França         | 17 de janeiro de 2011 | Download digital de The Remix               | RCA       |
| Irlanda        | 17 de janeiro de 2011 | Download digital de The Remix               | RCA       |
| Itália         | 17 de janeiro de 2011 | Download digital de The Remix               | RCA       |
| Portugal       | 17 de janeiro de 2011 | Download digital de The Remix               | RCA       |
| Alemanha       | 9 de dezembro de 2011 | Download digital de Remix 2.0: Get Sleazier | RCA       |
| Austrália      | 9 de dezembro de 2011 | Download digital de Remix 2.0: Get Sleazier | RCA       |
| Bélgica        | 9 de dezembro de 2011 | Download digital de Remix 2.0: Get Sleazier | RCA       |
| Brasil         | 9 de dezembro de 2011 | Download digital de Remix 2.0: Get Sleazier | RCA       |
| Canadá         | 9 de dezembro de 2011 | Download digital de Remix 2.0: Get Sleazier | RCA       |
| Dinamarca      | 9 de dezembro de 2011 | Download digital de Remix 2.0: Get Sleazier | RCA       |
| Espanha        | 9 de dezembro de 2011 | Download digital de Remix 2.0: Get Sleazier | RCA       |
| Estados Unidos | 9 de dezembro de 2011 | Download digital de Remix 2.0: Get Sleazier | RCA       |
| França         | 9 de dezembro de 2011 | Download digital de Remix 2.0: Get Sleazier | RCA       |
| Itália         | 9 de dezembro de 2011 | Download digital de Remix 2.0: Get Sleazier | RCA       |
| Portugal       | 9 de dezembro de 2011 | Download digital de Remix 2.0: Get Sleazier | RCA       |
| Reino Unido    | 9 de dezembro de 2011 | Download digital de Remix 2.0: Get Sleazier | RCA       |
| Suíça          | 9 de dezembro de 2011 | Download digital de Remix 2.0: Get Sleazier | RCA       |